# 三宅嘯山
三宅 嘯山（みやけ しょうざん、享保3年3月25日（1718年4月25日）- 享和元年4月14日（1801年5月27日））は、江戸時代の俳諧師、文人。本名は三宅芳隆、字は之元・文中、号は葎亭・滄浪居・橘斎・鴨流軒・碧玉江山人。三宅観瀾・三宅石庵の同族で、妻は松尾芭蕉門下の俳人・望月木節の孫に当たる。

## 略歴
京都の質商でありながら、仁和寺や青蓮院の侍講も務めた学者であり、俳壇の重鎮であった。それだけでなく、『宇治大納言物語』の校訂、随筆や読本の刊行、俳諧に関する評論など、和漢雅俗のあらゆる分野に通じた文人であった。「質直寡言」「矜厳自持」と評される謹直な人柄で、人々からの信望も厚かった。
以下、『日本古典文学大辞典』3巻の記述に基づき、略歴を記す。
寛保元年（1741年）、望月宋屋に俳諧を学び、延享2年（1745年）に慧訓和尚に学ぶ。宝暦年間には蝶夢・与謝蕪村・雅因などの俳諧師と知り合い、宝暦5年（1755年）までに俳諧点者として立机したと推定される。芥川丹邱などの影響で白話小説にも通じており、宝暦9年（1759年）には『通俗酔菩提全伝』を刊行し、その後も『通俗大明女仙伝』を刊行する。宝暦13年（1763年）『俳諧古選』において、元禄期俳諧への回帰を唱えて名声が高まる。明和3年（1766年）、太祇・随古と歌仙二十巻を興行し、明和6年（1769年）『平安二十歌仙』を刊行する。安永2年（1773年）『俳諧新選』を刊行。寛政元年（1789年）『嘯山詩集』の自筆稿本が成立し、寛政12年（1800年）自身最大の撰集『独喰』を刊行する。墓碑銘によれば、享和元年4月14日没。享年84歳。墓所は京都北野の立本寺にある。

## 著作
訳書
- 『通俗酔菩提全伝』
- 『通俗大明女仙伝』

俳論
- 『俳諧古選』
- 『俳諧新選』

撰集
- 『かめのせ』
- 『蘆の錦』
- 『花筏』
- 『独喰』など

紀行文
- 『はまゑんざ』
- 『許野消息』